# 尤安·帕布罗·埃尔南德斯
尤安·帕布罗·埃尔南德斯（西班牙語：Yoan Pablo Hernández，1984年10月28日—），原古巴拳击运动员。
埃尔南德斯出生于古巴比那尔德里奥，曾代表古巴参加了众多业余拳击赛事。后来，他逃离古巴，赴德国定居。他于2005年步入职业拳坛，直至2014年退役。期间，他曾夺得过国际拳击联合会（IBF）与《拳台》杂志（The Ring）巡洋舰级拳王头衔，以及世界拳击协会（WBA）巡洋舰级临时拳王头衔。
埃尔南德斯之兄约埃尔·罗梅罗是一名综合格斗选手。